# كورت كلاوسون
كورت كلاوسون هو سياسي أمريكي، ولد في 28 سبتمبر 1959 في تاكوما في الولايات المتحدة. نشط حزبياً في الحزب الجمهوري. في انتخابات مجلس النواب الأمريكي 2012، انتخب عضو مجلس النواب الأمريكي عن دائرة الدائرة الكونغرسية التاسعة عشر لفلوريدا ‏ وقد انضم خلال فترته النيابية (24 يونيو 2014 – 3 يناير 2015) للكتلة البرلمانية الحزب الجمهوري وفي انتخابات مجلس النواب الأمريكي 2014 ‏، انتخب عضو مجلس النواب الأمريكي عن دائرة الدائرة الكونغرسية التاسعة عشر لفلوريدا ‏ وقد انضم خلال فترته النيابية ‏ (6 يناير 2015 – 3 يناير 2017) للكتلة البرلمانية الحزب الجمهوري وانتخب عضو مجلس النواب الأمريكي (25 يونيو 2014 – 3 يناير 2017).

## وصلات خارجية
- الموقع الرسمي